# 베라노 데 아모르
《베라노 데 아모르》(스페인어: Verano de amor)은 2009년 방영된 멕시코의 텔레노벨라이다.